# Avrelijanov zid
Avrelijanov zid (italijansko Mura aureliane) je niz mestnih obzidij, zgrajenih med letoma 271 in 275 v Rimu v Italiji, v času vladavine rimskih cesarjev Avrelijana in Proba. Nadomestili so zgodnejši Servijev zid, zgrajen v 4. stoletju pred našim štetjem.
Obzidje je obkrožalo vseh sedem Rimskih gričev, poleg tega tudi Marsovo polje (Campus Martius) in na levem bregu Tibere okrožje Trastevere. Zdi se, da so bregovi reke znotraj meja mesta ostajali neizkoriščeni, čeprav so bili utrjeni vzdolž Campusa Martiusa. Velikost celotnega zaprtega območja je bila 1400 hektarjev. Zid je prerezal naseljena območja: v resnici je mesto takrat zajemalo 2400 hektarjev. Plinij starejši (Naravna zgodovina 3.67) v 1. stoletju našega štetja piše, da so se gosto poseljena območja, exstrema tectorum (meje strešnih površin) raztezala 2,8 km od zlatega mejnika v Forumu.

## Konstrukcija
Celoten krog je bil dolg 19 km in obkrožal okoli 13,7 km2. Obzidje je bilo zgrajeno v betonu, debeline 3,5 m in višine 8 m, s kvadratnimi stolpi na vsakih 100 rimskih čevljev (29,6 m).
V 4. stoletju je preoblikovanje podvojilo višino zidu na 16 m. Do leta 500 je bilo v krogu 383 stolpov, 7020 prsobranov, 18 glavnih vrat, 5 pomožnih vrat, 116 latrin in 2066 velikih zunanjih oken.

## Zgodovina
Do 3. stoletja našega štetja so se meje Rima razširile daleč preko območja, ki ga je zapiral star Servijev zid, zgrajen v obdobju republike v poznem 4. stoletju pr. n. št.. Rim je ostal neobzidan v naslednjih stoletjih širitve in utrjevanja zaradi pomanjkanja sovražnih groženj. Rimljani so bili zelo ponosni, ker so vedeli, da Rim ne potrebuje utrdb zaradi stabilnosti, ki jo je prinesel Pax Romana in zaščita rimske vojske. Toda potreba po posodobljenih obrambnih ukrepih se je v krizi 3. stoletja začela poglabljati, ko so barbarska plemena preplavila nemško mejo in se je rimska vojska trudila, da bi jih ustavila. Leta 270 so barbari Jutungi in Vandali napadli severno Italijo in Rimljane pri Placentiji (sodobni Piacenza) hudo porazili, nato pa so jih potisnili nazaj. Nadaljnje težave so izbruhnile v Rimu poleti leta 271, ko so se vzdignili delavci kovnice. Več tisoč ljudi je umrlo v hudih spopadih, ki so nastali.
Aurelijanova konstrukcija obzidja kot nujni ukrep je bila reakcija na barbarsko invazijo 270; zgodovinar Avrelij Viktor izrecno navaja, da je projekt namenjen lajšanju ranljivosti mesta. Morda je bilo tudi namenjeno, da bi poslali politični signal kot izjavo, da je Aurelijan zaupal, da bodo Rimljani ostali zvesti, in da bodo služili kot javna izjava cesarjevega trdnega držanja moči. Gradnja zidov je bila daleč največji gradbeni projekt, ki se je v Rimu izvajal več desetletij in njegova konstrukcija je bila konkretna izjava o nadaljnji moči Rima. Gradbeni projekt je bil nenavadno prepuščen samim državljanom, da bi ga dokončali, saj si Aurelijan ni mogel privoščiti pogrešati niti enega legionarja. To neobičajno ravnanje je nastalo zaradi neposredne grožnje barbarov, ki je bila povezana z vojno v celoti, saj je bila podvržena letom krvave državljanske vojne, lakoti in Ciprijanovi kugi.
Obzidje je bilo zgrajeno v kratkem času le pet let, Aurelijan sam je umrl pred zaključkom projekta. Napredek je bil pospešen, denar pa je bil prihranjen z vključitvijo obstoječih stavb v strukturo. Sem spadajo Amphitheatrum Castrense, Castra Praetoria, Cestijeva piramida in celo del akvadukta Aqua Claudia v bližini Porta Maggiore. Ocenjuje se, da je bila kar šestina zidov sestavljena iz že obstoječih struktur. Za zidom je bilo očiščeno območje, zgrajeni pa so bili stražni hodniki, ki so omogočili hitro okrepitev v nujnih primerih.
Dejanska učinkovitost zidu je sporna glede na relativno majhno velikost mestne posadke. Celotna skupna moč Pretorske garde, cohortes urbanae in vigiles Rima je bila le okoli 25.000 mož - kar je bilo premalo, da bi ustrezno obranilo obzidje. Vendar vojaški namen zidu ni bil vzdržati dolgotrajnega obleganja; ni bilo običajno, da so barbarske vojske oblegale mesta, saj niso bile dovolj opremljene za takšno nalogo. Namesto tega so izvedli hitre racije proti slabo branjenim ciljem. Obzidje je odvračalo od takih taktik.
Maksencij je dvignil dele zidu, in izboljšal tudi stražne stolpe. Leta 401 so pod Honorijem izboljšali obzidje in vrata. V tem času je bila Hadrijanova grobnica čez Tibero vključena kot utrdba v mestni obrambi.

## Poznejša uporaba
Avrelijanov zid je služil kot pomembna vojaška obramba mesta Rim do 20. septembra 1870, ko so Bersaljerji iz Kraljevine Italije prebili zid v bližini Porta Pia in zajeli Rim. Obzidje je določalo tudi mejo mesta Rim do 19. stoletja, zgrajeno območje pa je bilo omejeno na obzidano območje.
Avrelijanov zid je še danes izjemno dobro ohranjen, predvsem zaradi njegove stalne uporabe kot primarne utrdbe Rima do 19. stoletja. Museo delle Mura v bližini Porta San Sebastiano ponuja informacije o gradnji obzidja in o tem, kako je delovala obramba. Najbolj ohranjeni deli zidov so od Muro Torto (Palača Borghese) do Corso d'Italia in Castro Pretorio; od Porta San Giovanni do Porta Ardeatina; od Porta Ostiense do Tibere in okoli Porta San Pancrazio.

## Vrata
Seznam vrat (porte), od najsevernejše do smeri urinega kazalca:
- Porta del Popolo (Porta Flaminia) - tukaj se začne via Flaminia
- Porta Pinciana
- Porta Salaria - tukaj se začne via Salarija
- Porta Pia - tu se začne nova via Nomentane
- Porta Nomentana - tu se je začela stara via Nomentane
- Porta Praetoriana - stari vhod v Castro Praetoria, tabor pretorske straže
- Porta Tiburtina - tu se začne via Tiburtine
- Porta Maggiore (Porta Praenestina) - tu se srečajo trije akvadukti in se začne via Praenestine
- Porta San Giovanni - blizu bazilike sv. Janeza v Lateranu
- Porta Asinaria - tu se začne stara via Tuscolane
- Porta Metronia
- Porta Latina - tu se začne via Latina
- Porta San Sebastiano (Porta Appia) - tukaj se začne Apijeva cesta
- Porta Ardeatina
- Porta San Paolo (Porta Ostiense) - ob Cestijevi piramidi, ki vodi do bazilike sv. Pavla zunaj obzidja, tu se začne via Ostiensis

Vrata v Trastevereju (od najjužnejše v smeri urinega kazalca):
- Porta Portuensis
- Porta Aurelia / San Pancrazio
- Porta Settimiana
- Porta Aurelia-Sancti Petri

## Galerija
- Porta Asinaria.
- Del zidu blizu Cestiusove piramide.
- Notranjost zidu blizu Porta San Sebastiano.
- Obnovljeni del med stolpi.
- Deli rimskega zidu in njegovi stolpi so postali domača posest v Rimu.
- 1700 let stari zidovi so bili zgrajeni iz betona in opeke.
- Latrina (obkroženo z rdečo) zgrajeno v zidu blizu Porta Salaria.